# Wereldkampioenschap wegrace 1965
Het wereldkampioenschap wegrace seizoen 1965 was het 17e in de geschiedenis van het door de FIM georganiseerde wereldkampioenschap wegrace.

## Algemeen

### FIM
Na de organisatorische problemen in 1964, waardoor de Grand Prix van Argentinië niet door was gegaan, werd ze van de kalender geschrapt. De Grand Prix van Tsjecho-Slowakije werd aan de kalender toegevoegd, waardoor een record aantal races ontstond: de 250cc-klasse kende liefst 13 wedstrijden. Jammer genoeg moest men in Daytona opnieuw voor lege tribunes rijden, en bovendien kwam Honda daar niet opdagen.

## Merken/teams
- Aermacchi was een van de weinige fabrikanten die privérijders van nieuwe motorfietsen konden voorzien. Het was actief in de 250- en de 350cc-klasse met de Aermacchi Ala d'Oro 250 en de Aermacchi Ala d'Oro 350. Hoofdconstructeur Alfredo Bianchi was al begonnen met de ontwikkeling van nieuwe 250- en 500cc fabrieksracers die bovenliggende nokkenassen zouden krijgen, maar de directie van Harley-Davidson, eigenaar van Aermacchi, vond die racers te veel afwijken van de klantenmotoren. Met respectievelijk 30 en 33 pk leverden de Ala d'Oro's ongeveer de helft van het vermogen van hun Japanse concurrenten, maar in nationale wedstrijden waren ze desondanks populair. Als semi-fabrieksrijders traden Renzo Pasolini, Gilberto Milani en Alberto Pagani op.
- Benelli, dat al viercilinders had, breidde haar activiteiten juist uit. Tarquinio Provini bleef eerste rijder en zou uitkomen in de 250- en de 350cc-klassen, met hulp van Remo Venturi.
- Honda maakte het zichzelf in 1965 moeilijk: de race-afdeling bestond weliswaar uit 400 mensen, maar die werkten voornamelijk aan de projecten voor de Formule 1. Men had weliswaar de nieuwe zescilinder 3RC 164 voor de 250cc-klasse en voor de 50cc-klasse de geheel nieuwe RC 115, maar in de 125cc-klasse gebruikte men aanvankelijk de oude 2RC 146 en in de 350cc-klasse moest men aantreden met de ook slechts minimaal aangepaste 2RC 172. Honda kreeg dan ook grote tegenstand: in de 50-en de 125cc-klasse van Suzuki, in de 250cc-klasse van Yamaha en in de 350cc-klasse van MV Agusta. De bedrijfsleiding van Honda nam zelf ook enkele opmerkelijke beslissingen en maakte een grote fout: Halverwege het seizoen werd het fabrieksteam weer (net als in 1963) teruggetrokken en de zorg voor de motorfietsen van Jim Redman werd overgedragen aan zijn monteur Nobby Clarke. Toen Redman genezen was van zijn tweede sleutelbeenbreuk belde en telegrafeerde hij naar Japan om dat te melden en te vragen of men een motorfiets naar Monza wilde sturen. Dat zou de fabriek niet doen, en Redman bleef thuis in Rhodesië, om later te horen dat er toch een machine in Italië klaar had gestaan. De beide sleutelbeenbreuken van Redman schakelden hem ook voor een aantal wedstrijden uit.
- Jawa kwam in de 350- en de 500cc-klasse uit met viertaktmotoren, maar in dit seizoen ook met een 250cc-tweecilindertweetaktmotor, die erg veel leek op de MZ RE 250.
- Kreidler maakte tijdens de Grand Prix van België bekend zich terug te trekken uit de wegrace.
- Moto Morini maakte eind 1965 bekend zich terug te trekken uit het wereldkampioenschap omdat men niet in staat was echte topcoureurs te betalen. Men moest echter ook inzien dat men met de eenvoudige eencilinder viertakten niet meer kon opboksen tegen de multicilinder motorfietsen uit Japan die de lichte klassen domineerden.
- MV Agusta deed niet alleen een aanval op de 350cc-titel met de volledig nieuwe MV Agusta 350 3C driecilinder, maar huurde naast Mike Hailwood ook een tweede rijder in, het jonge talent Giacomo Agostini. Agostini had in 1964 de Italiaanse titel van zijn "leermeester" Tarquinio Provini overgenomen. Hailwood en Agostini startten beide ook in de 500cc-klasse en hadden slechts één tegenstander: de rechter bocht bij Sarah's Cottage op Man. Daar vielen ze allebei tijdens de Senior TT en Hailwood's 350 3C ging daar stuk tijdens de Junior TT.
- Suzuki kwam met viercilinders aan de start: de RS 65 in de 125cc-klasse en de RZ 65 in de 250cc-klasse. Beiden zonder succes. Uiteindelijk racete men in de 125cc-klasse met de tweecilinder RT 65 en werd het 250cc-project stilgelegd.
- Yamaha oogstte veel succes met haar 250cc-tweecilinder RD 56 en feitelijk ook met de 125cc-RA 97, maar die laatste werd na twee overwinningen toch terug naar Japan gehaald. Tegen het einde van het seizoen verscheen de nieuwe viercilinder RD 05, nog zonder succes.
- De Britse merken bleven intussen met lege handen achter. Norton en Matchless dienden alleen nog als vulling van het startveld. De snelste 500cc-machines uit het Verenigd Koninkrijk leverden veel minder vermogen dan een 250cc-machientje uit Japan. Halverwege de jaren zestig begonnen allerlei tuners zich met de verouderde Britse eencilinders te bemoeien. In februari 1965 had Les Archer een vernieuwde 500cc-Norton Manx gemaakt. Deze had een speciale nokkenas, ingesloten klepveren, dubbele bougies en een zuiger en cilinder van het Duitse merk Mahle. Hij leverde ca. 50 pk, maar dat was liefst 6 pk minder dan een 250cc-Honda. Eind 1965 werd ook duidelijk dat de grote aantallen privécoureurs die nog met Britse machines reden, problemen zouden krijgen met hun onderdelenvoorziening. Associated Motor Cycles maakte nog wat onderdelen voor de AJS Boy Racer en de Matchless G50, maar niet voor de Norton Manx. Bovendien werden al deze motorfietsen intussen zeer duur omdat het de enige machines waren die privérijders, vooral in de 500cc-klasse, wilden en konden gebruiken.

## Coureurs
- Hans Georg Anscheidt kon met de 50cc-Kreidler RS geen vuist meer maken tegen de Honda RC 115 en de Suzuki RK 65. Toen Kreidler zich in juli terugtrok uit de racerij was de weg vrij voor een overstap naar Suzuki.
- Bruce Beale had in het seizoen 1964 goed gepresteerd met Honda-productieracers. In dit seizoen kreeg hij de beschikking over de 350cc-Honda RC 172-fabrieksracer uit 1964.
- Jean-Pierre Beltoise had zijn motorcarrière beëindigd en zou enkele jaren later gaan deelnemen aan Formule 1-autoraces.
- Mike Hailwood reed - dankzij een slimmigheidje van Honda - in de laatste Grand Prix in Japan met een 250cc-Honda RC 165 zescilinder én met een 350cc-MV Agusta. Hailwood kon aan het eind van het seizoen 1965 tekenen waar hij wilde. MV Agusta wilde hem graag houden, maar Honda beloofde hem een zescilinder voor de laatste Grand Prix in Japan en een contract voor 1966. Suzuki wilde hem in de 250cc-klasse inzetten maar was zelfs bereid speciaal een 350cc-machine te ontwikkelen om Mike meer wedstrijden te gunnen. Het gebrek aan wedstrijden, ook op nationaal niveau, was een belangrijke reden voor Hailwood om MV Agusta te verlaten. Ten slotte wilde Gilera een geheel nieuwe 500cc-viercilinder bouwen om die te laten besturen door Mike Hailwood. In november 1965 tekende Hailwood definitief voor Honda, dat tevens bekendmaakte in 1966 in alle soloklassen, inclusief de 500 cc, aan de start te komen.
- John Hartle raakte tijdens een internationale race in Imola zo ernstig gewond, dat hij enkele jaren niet kon racen. Pas in het seizoen 1967 kwam hij terug op de circuits.
- In november 1965 kreeg Bill Ivy een vaste aanstelling bij Yamaha. Hij zou in de 125- en de 250cc-klasse worden ingezet, maar welke races zou ook afhangen van het herstel van Mike Duff, die tijdens de laatste GP een beenblessure had opgelopen.
- Tommy Robb moest in dit seizoen als privérijder rijden. Nadat hij eerst door Honda was ontslagen was hij nu bij Yamaha vervangen door Bill Ivy.
- Omdat Alan Shepherd naar Honda vertrok, huurde MZ Derek Woodman als fabrieksrijder in. Naast Woodman bleef het team uit Oost-Duitsers bestaan, waarvan Heinz Rosner de beste was.

### Gestopt
- Benedicto Caldarella had zijn motorcarrière beëindigd, maar zou vanaf 1967 optreden in de Formule 2-autoraces.
- Alan Shepherd vertrok naar Honda. Hij was echter in oktober 1964 flink geblesseerd geraakt en testte in februari 1965 voor het eerst, samen met Woodman, zijn Honda's op Oulton Park. Daarna reisden ze samen naar de DDR om de nieuwe MZ van Woodman te bekijken. Shepherd zou echter nooit meer aan de start van een Grand Prix komen, hij beëindigde zijn carrière voorlopig nadat hij opnieuw was gevallen tijdens het testen van de Honda in Japan.
- Bert Schneider had zijn carrière beëindigd.

### Overleden
- Op 30 mei verongelukte Ramón Torras tijdens een nationale Spaanse wedstrijd, de "Trofeo Brisamar del Moto Club Vendrell" in Comarruga. Hij had toen met zijn Bultaco's al enkele opmerkelijke resultaten geboekt in het WK en werd postuum achtste in de 250cc-klasse en vijftiende in de 125cc-klasse.
- Op 10 oktober verongelukte Florian Camathias op Brands Hatch. Camathias/Ducret raakten tijdens de wedstrijd in een slip en belandden in een sloot. Ze werden met ernstige verwondingen opgenomen in het ziekenhuis, waar Florian Camathias een dag later overleed. Colin Seeley onderzocht het wrak van de zijspancombinatie en constateerde dat de voorvork was gebroken, waarschijnlijk door te dunne lasnaden. Seeley had op het moment van het ongeval achter Camathias gereden en geen rijtechnische fout gezien. Florian Camathias werd herdacht tijdens een kerkdienst in Montreux waarbij ook zijn voormalige bakkenist John Robinson, Max Deubel, Emil Hörner, Georg Auerbacher en Colin Seeley aanwezig waren. Hij werd begraven op hetzelfde kerkhof waar ook zijn voormalige bakkenist en vriend Hilmar Cecco lag.

|         | 1e | 2e | 3e | 4e | 5e | 6e |
| ------- | -- | -- | -- | -- | -- | -- |
| Punten: | 8  | 6  | 4  | 3  | 2  | 1  |

|               | 50 cc | 125 cc | 250 cc | 350 cc | 500 cc | Zijspan |
| ------------- | ----- | ------ | ------ | ------ | ------ | ------- |
| Aantal races: | 8     | 12     | 13     | 9      | 10     | 7       |
| Tellend:      | 5     | 7      | 7      | 5      | 6      | 4       |

## Aantal (tellende) wedstrijden

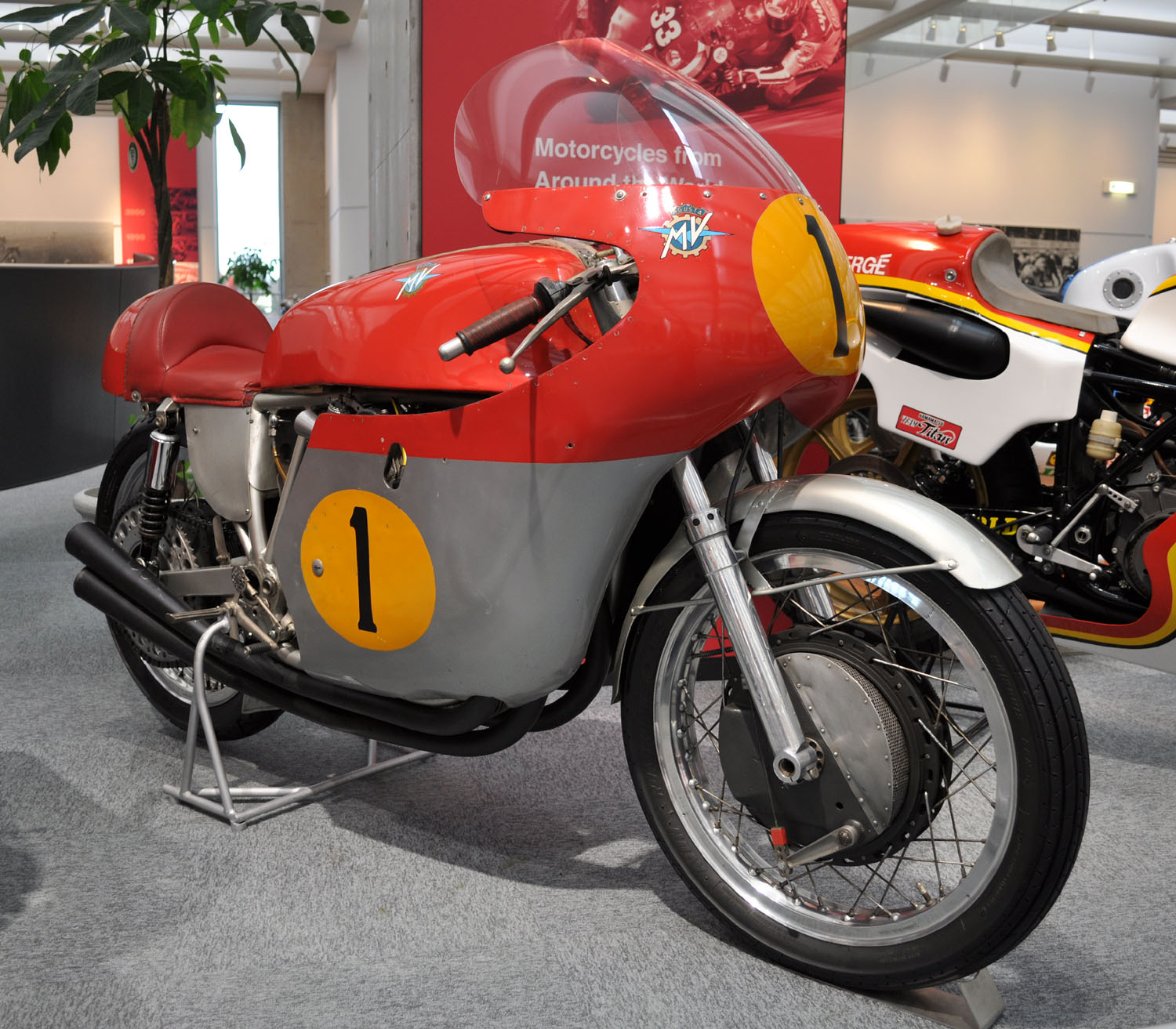
MV Agusta 500 4C

## 500cc-klasse
MV Agusta was in 1965 nog steeds de enige fabriek die echt snelle machines in de 500cc-klasse inzette. Alleen de Ulster Grand Prix werd niet door dit Italiaanse merk gewonnen, simpelweg omdat men er niet naartoe reisde. Mike Hailwood won acht van de tien wedstrijden. Dick Creith won de Ulster Grand Prix en Giacomo Agostini de GP van Finland, waar Mike Hailwood niet naartoe werd gestuurd. 
GP van de Verenigde Staten, Daytona
MV Agusta stuurde de net gecontracteerde Giacomo Agostini niet naar de Verenigde Staten. Mike Hailwood moest het alleen doen. Hij won de race zo overtuigend, dat de Amerikaan Buddy Parriott en de Canadees Roger Beaumont weliswaar op het podium kwamen, maar met twee en drie ronden achterstand finishten.
GP van Duitsland, Nürburgring
In Duitsland werd pijnlijk duidelijk hoe machtig de MV Agusta 500 4C inmiddels geworden was. In de regen reed Mike Hailwood de ene na de andere recordronde en hij won vóór Giacomo Agostini, die in de 500cc-klasse debuteerde. Walter Scheimann werd derde op een ronde achterstand.
Isle of Man TT, Mountain Course
In de Senior TT, die onder natte omstandigheden werd verreden, had Mike Hailwood, die zijn 24e race op de Mountain Course reed, een enorm voordeel op debutant Giacomo Agostini. Na de eerste ronde leidde Hailwood al met 25 seconden en in de tweede ronde viel Ago er bij Sarah's Cottage af waardoor hij uitviel. In de derde ronde viel Hailwood op dezelfde plaats, maar hij kon met een paar ferme trappen zijn motorfiets weer enigszins rijdbaar maken. Hij moest echter een pitstop van 70 seconden maken omdat zijn stroomlijnkuip kapot was, zijn uitlaten waren platgedrukt en zijn stuur krom was. Toch wist hij nog te winnen vóór Joe Dunphy (Norton) en Mike Duff (Matchless), maar het was de langzaamste winnende tijd in zes jaar.
Dutch TT, Assen
In Assen won Mike Hailwood zijn vierde 500cc-Grand Prix op rij. Teamgenoot Giacomo Agostini werd op ruime achterstand gereden. Paddy Driver, die met zijn Matchless G50 aan het beste seizoen uit zijn carrière bezig was, werd derde.
GP van België, Spa-Francorchamps
In België reed Mike Hailwood 5 à 6 seconden per ronde weg van Giacomo Agostini en de spanning moest dan ook komen van de strijd om de derde plaats, die ging tussen de Norton-rijders Jack Ahearn, Ian Burne, Chris Conn, Gyula Marsovszky en Derek Minter en de Matchless-rijders Paddy Driver en Fred Stevens. Minter pakte uiteindelijk de derde plaats. Hailwood had toen gewonnen met 1 minuut en 26 seconden voorsprong op Agostini, maar hij had het kennelijk toch rustig aan gedaan: zijn gemiddelde snelheid lag slechts 0,5 km/h hoger dan die van Jim Redman in de 250cc-klasse.
GP van de DDR, Sachsenring
Met zijn zesde overwinning op rij was Mike Hailwood zeker van de wereldtitel. Omdat in de 500cc-klasse slechts zes resultaten telden was het zelfs onmogelijk om meer punten te scoren dan de 48 die hij nu had. Zijn teamgenoot Giacomo Agostini werd tweede. Paddy Driver werd derde en verstevigde daarmee zijn derde plaats in de WK-stand.
GP van Tsjecho-Slowakije, Masaryk-Ring
In Tsjecho-Slowakije werden Mike Hailwood en Giacomo Agostini weer eerste en tweede, maar ditmaal werd Jack Ahearn met een Norton Manx derde. Paddy Driver (Matchless G50) werd vierde, waardoor zijn derde plaats in de WK-stand niet in gevaar kwam.
Ulster Grand Prix, Dundrod
Zonder Mike Hailwood en Giacomo Agostini konden de privérijders om de overwinning strijden. Het gevecht om de derde plaats in het WK ging tussen Paddy Driver en Jack Ahearn, maar die laatste kwam ook niet aan de start. Ulsterman Dick Creith won zijn thuisrace voor Driver, die nu vrij zeker was van zijn derde plaats in de WK-stand. Chris Conn werd derde in de race.
GP van Finland, Imatra
MV Agusta wilde eigenlijk niet naar Finland reizen, maar toen Jim Redman in Ulster zijn sleutelbeen had gebroken besloot men Giacomo Agostini toch te sturen om kans te houden op de 350cc-titel. Uiteraard startte hij ook in de 500cc-klasse, die hij won. Paddy Driver deed weer goede zaken door tweede te worden voor Fred Stevens. Driver was nu zeker van zijn derde plaats in het wereldkampioenschap en was daarmee de beste privérijder.
Nations GP, Monza
De 500cc-race op Monza werd ingekort van 35 naar 25 ronden vanwege de hevige regen. De omstandigheden waren sinds 1925 niet meer zo slecht geweest. Mike Hailwood en Giacomo Agostini reden gezamenlijk hun rondjes tot Hailwood tegen het einde van de race begon weg te lopen van Ago. Daarachter was het nog enigszins spannend tussen František Šťastný (Jawa) en privérijder Fred Stevens (Matchless), tot de Matchless slechter begon te lopen en Šťastný de derde plaats zeker kon stellen. Op de vijfde plaats finishte de Italiaan Giuseppe Mandolini met een oude, tot 400 cc opgeboorde Moto Guzzi Monocilindrica 350.

### Uitslagen 500cc-klasse
|    | Datum       | Race                       | Circuit                   | 1e               | 2e               | 3e                | Snelste ronde    |
| -- | ----------- | -------------------------- | ------------------------- | ---------------- | ---------------- | ----------------- | ---------------- |
| 1  | 20 maart    | GP van de Verenigde Staten | Daytona                   | Mike Hailwood    | Buddy Parriott   | Roger Beaumont    | Mike Hailwood    |
| 2  | 25 april    | GP van Duitsland           | Nürburgring (Südschleife) | Mike Hailwood    | Giacomo Agostini | Walter Scheimann  | Mike Hailwood    |
| 3  | 18 juni     | Isle of Man TT             | Mountain Course           | Mike Hailwood    | Joe Dunphy       | Mike Duff         | Mike Hailwood    |
| 4  | 26 juni     | TT van Assen               | Assen                     | Mike Hailwood    | Giacomo Agostini | Paddy Driver      | Mike Hailwood    |
| 5  | 4 juli      | GP van België              | Spa-Francorchamps         | Mike Hailwood    | Giacomo Agostini | Derek Minter      | Mike Hailwood    |
| 6  | 18 juli     | GP van de DDR              | Sachsenring               | Mike Hailwood    | Giacomo Agostini | Paddy Driver      | Mike Hailwood    |
| 7  | 25 juli     | GP van Tsjecho-Slowakije   | Masaryk-Ring              | Mike Hailwood    | Giacomo Agostini | Jack Ahearn       | Mike Hailwood    |
| 8  | 7 augustus  | Ulster Grand Prix          | Dundrod                   | Dick Creith      | Paddy Driver     | Chris Conn        | Paddy Driver     |
| 9  | 22 augustus | GP van Finland             | Imatra                    | Giacomo Agostini | Paddy Driver     | Fred Stevens      | Giacomo Agostini |
| 10 | 5 september | GP des Nations             | Monza                     | Mike Hailwood    | Giacomo Agostini | František Šťastný | Mike Hailwood    |

### Eindstand 500cc-klasse
| Pos. | Coureur           | Merk               | Ptn.    |
| ---- | ----------------- | ------------------ | ------- |
| 1    | Mike Hailwood     | MV Agusta          | 48 (64) |
| 2    | Giacomo Agostini  | MV Agusta          | 38 (44) |
| 3    | Paddy Driver      | Matchless          | 26      |
| 4    | Fred Stevens      | Matchless          | 15      |
| 5    | Jack Ahearn       | Norton             | 9       |
| 6    | Dick Creith       | Norton             | 8       |
| 7    | Jack Findlay      | McIntyre-Matchless | 8       |
| 8    | Buddy Parriott    | Norton             | 6       |
| 9    | Joe Dunphy        | Norton             | 6       |
| 10   | František Šťastný | Jawa               | 5       |
| 11   | Roger Beaumont    | Norton             | 4       |
| 11   | Walter Scheimann  | Norton             | 4       |
| 13   | Mike Duff         | Matchless          | 4       |
| 14   | Derek Minter      | Norton             | 4       |
| 15   | Chris Conn        | Norton             | 4       |

| Pos. | Coureur            | Merk       | Ptn. |
| ---- | ------------------ | ---------- | ---- |
| 16   | Ian Burne          | Norton     | 4    |
| 17   | Kenneth King       | Norton     | 3    |
| 17   | John Cooper        | Norton     | 3    |
| 17   | Jouko Ryhänen      | Matchless  | 3    |
| 20   | Ed LaBelle         | Norton     | 2    |
| 20   | Eduard Lenz        | Norton     | 2    |
| 20   | Selwyn Griffiths   | Matchless  | 2    |
| 20   | Giuseppe Mandolini | Moto Guzzi | 2    |
| 24   | Gyula Marsovszky   | Matchless  | 2    |
| 25   | David Lloyd        | Norton     | 1    |
| 25   | Billie Nelson      | Norton     | 1    |
| 25   | Billy McCosh       | Matchless  | 1    |
| 25   | Dan Shorey         | Norton     | 1    |
| 25   | Rob Fitton         | Norton     | 1    |
| 25   | Lewis Young        | Matchless  | 1    |

(Punten tussen haakjes zijn inclusief streepresultaten)

### Constructeurstitel 500cc-klasse
| 1 | MV Agusta  | 48 (72) |
| 2 | Norton     | 32 (38) |
| 3 | Matchless  | 27 (36) |
| 4 | Jawa       | 5       |
| 5 | Moto Guzzi | 2       |

(Punten tussen haakjes zijn inclusief streepresultaten)

## 350cc-klasse
In 1965 werd de 350cc-klasse beheerst door de Honda 2RC 172 viercilinder. MV Agusta zette weliswaar de nieuwe 350 driecilinder in, maar die moest nog betrouwbaarder worden en bovendien had men twee topcoureurs: Mike Hailwood en Giacomo Agostini. Die snoepten ook punten van elkaar af, terwijl Honda alles op Jim Redman zette. Zijn "tweede man" Bruce Beale moest het in het algemeen met de RC 172 uit 1964 doen. Na vier opeenvolgende overwinningen van Redman en veel betrouwbaarheidsproblemen met de MV Agusta 350 3C liet MV Agusta het seizoen schieten, maar toen Redman in de Ulster Grand Prix voor de tweede keer een sleutelbeen brak, kwam het terug. Het stuurde Agostini naar de Finse Grand Prix en nadat Redman door een misverstand in Rhodesië bleef terwijl monteur Nobby Clark in Monza met zijn Honda klaar stond, kwam Agostini in punten gelijk met Redman. Zo kwam het dat MV Agusta wel naar de GP van Japan moest reizen, maar daar stelde Redman zijn wereldtitel zeker omdat Agostini's MV door een gebroken onderbrekerveertje niet goed wilde lopen. 
GP van Duitsland, Nürburgring
Bij de eerste 350cc-race van 1965 op de Nürburgring sloeg Giacomo Agostini met zijn nieuwe driecilinder MV Agusta meteen toe: Hij won vóór zijn teamgenoot Mike Hailwood en Gustav Havel met een Jawa, terwijl Jim Redman (Honda) bij zijn achtervolging in de regen onderuit ging en een sleutelbeen brak.
Isle of Man TT, Mountain Course
Tijdens de Junior TT was Jim Redman uit op zijn derde overwinning op rij, maar Hailwood wist in de openingsronde met de nieuwe MV driecilinder een gat van 20 seconden te slaan. Daarna maakte hij een lange pitstop, waardoor Redman de leiding kon overnemen. De MV Agusta van Hailwood stopte er bij Sarah's Cottage mee in de vierde ronde, waardoor Redman onbedreigd won. Phil Read werd met de 250cc-Yamaha RD 56 tweede en Giacomo Agostini pakte de derde plaats nadat ook Derek Woodman met de MZ in de laatste ronde was uitgevallen.
Dutch TT, Assen
In Assen won Jim Redman, met Mike Hailwood op de tweede en Giacomo Agostini op de derde plaats. Redman en Agostini gingen nu samen aan de leiding in de WK-stand.
GP van de DDR, Sachsenring
Jim Redman won zijn derde Grand Prix op rij. Dat was belangrijk omdat zijn concurrenten van MV Agusta uitvielen. Nu kon Derek Woodman met zijn fabrieks-MZ RE 350 tweede worden voor de Jawa's van Gustav Havel, František Šťastný en František Boček.
GP van Tsjecho-Slowakije, Masaryk-Ring
In Tsjecho-Slowakije vielen de beide MV Agusta's weer uit. Jim Redman won dus weer vóór Derek Woodman, maar dit keer werd Nikolaj Sevast'ânov met een viercilinder Vostok derde.
Ulster Grand Prix, Dundrod
Jim Redman reed de snelste ronde in de race en ging aan de leiding toen hij voorlaatste ronde viel en een sleutelbeen brak. In afwezigheid van MV Agusta won František Šťastný de race met zijn Jawa, voor Redman's vriend en protegé Bruce Beale (met de Honda RC 172 uit 1964) en Gustav Havel (Jawa). Havel deelde nu de derde plaats in de WK-stand met Mike Hailwood en Derek Woodman.
GP van Finland, Imatra
Giacomo Agostini profiteerde voluit van de extra trainingsronden die hij had gemaakt door ook in de 500cc-klasse in te schrijven. Nu zijn MV Agusta 350 3C eindelijk weer eens heel bleef won hij de race met 2½ minuut voorsprong op Bruce Beale, die met een Honda RC 172 uit 1964 aantrad. František Boček werd met een ronde achterstand derde. Agostini had nu weer kans op de wereldtitel, mits het herstel van de sleutelbeenbreuk van Jim Redman lang genoeg zou duren.
Nations GP, Monza
Honda blunderde door Jim Redman te laten weten dat er geen motorfietsen op Monza zouden zijn, waardoor hij in Rhodesië bleef. Zijn sleutelbeenbreuk was waarschijnlijk sneller hersteld dan verwacht. Uiteindelijk bleek er wel degelijk een 350cc-Honda voor Redman klaar te staan in Monza, maar die bleef dus aan de kant staan. Giacomo Agostini won de race, die droog begon. Derek Woodman lag met zijn MZ op de derde plaats achter Mike Hailwood, maar moest de pit in om bougies te wisselen. Daardoor schoven Silvio Grassetti en Bruce Beale op naar de derde en de vierde plaats. Tarquinio Provini reed met een opgeboorde Benelli-viercilinder en hij moest tot tweemaal toe de bougies wisselen. Daarna begon hij aan een inhaalrace en werd hij derde. In de laatste ronden ging het regenen, waardoor Mike Hailwood en Bruce Beale vielen. Grassetti werd nu tweede voor Provini. Door de fout van Honda stonden Agostini en Redman nu samen aan de leiding van de WK-stand met 32 punten. Vanwege de streepresultaten had Agostini een klein nadeel: als hij de GP van Japan zou winnen had Redman aan de tweede plaats voldoende om toch nog wereldkampioen te worden.
GP van Japan, Suzuka
Mike Hailwood had in de 350cc-race maar een taak: Jim Redman van de tweede plaats af houden. Dan moest Giacomo Agostini wel winnen, maar Ago's MV Agusta 350 3C wilde vanaf het begin door ontstekingsproblemen niet goed lopen. Hailwood kon niet meer doen dat Redman voor blijven en Redman kon volstaan met volgen. Toen Hailwood tegen het einde nog eens extra aanzette liet Redman hem gewoon gaan. Hij werd ook gehinderd door een bijensteek bij zijn oog, nadat een bij achter zijn stofbril was gekropen. Bovendien reed hij niet op de 350cc-Honda 2RC 172, maar op een tot 252cc-opgeboorde zescilinder Honda RC 165. Zolang Agostini niet in de buurt kwam was Redman zeker van de wereldtitel. Agostini werd slechts vijfde, nog achter de Honda-rijders Isamu Kasuya en Isao Yamashita. Bill Smith, normaal met een AJS 7R onderweg, kreeg voor de gelegenheid een Honda RC 172 en werd daar zesde mee.

### Uitslagen 350cc-klasse
|   | Datum       | Race                     | Circuit                   | 1e                | 2e               | 3e                  | Snelste ronde    |
| - | ----------- | ------------------------ | ------------------------- | ----------------- | ---------------- | ------------------- | ---------------- |
| 1 | 25 april    | GP van Duitsland         | Nürburgring (Südschleife) | Giacomo Agostini  | Mike Hailwood    | Gustav Havel        | Giacomo Agostini |
| 2 | 18 juni     | Isle of Man TT           | Mountain Course           | Jim Redman        | Phil Read        | Giacomo Agostini    | Mike Hailwood    |
| 3 | 26 juni     | TT van Assen             | Assen                     | Jim Redman        | Mike Hailwood    | Giacomo Agostini    | Jim Redman       |
| 4 | 17 juli     | GP van de DDR            | Sachsenring               | Jim Redman        | Derek Woodman    | Gustav Havel        | Giacomo Agostini |
| 5 | 25 juli     | GP van Tsjecho-Slowakije | Masaryk-Ring              | Jim Redman        | Derek Woodman    | Nikolaj Sevast'ânov | Jim Redman       |
| 6 | 7 augustus  | Ulster Grand Prix        | Dundrod                   | František Šťastný | Bruce Beale      | Gustav Havel        | Jim Redman       |
| 7 | 22 augustus | GP van Finland           | Imatra                    | Giacomo Agostini  | Bruce Beale      | František Boček     | Giacomo Agostini |
| 8 | 5 september | GP des Nations           | Monza                     | Giacomo Agostini  | Silvio Grassetti | Tarquinio Provini   | Mike Hailwood    |
| 9 | 23 oktober  | GP van Japan             | Suzuka                    | Mike Hailwood     | Jim Redman       | Isamu Kasuya        | Mike Hailwood    |

### Eindstand 350cc-klasse
| Pos. | Coureur           | Merk      | Ptn.    |
| ---- | ----------------- | --------- | ------- |
| 1    | Jim Redman        | Honda     | 38      |
| 2    | Giacomo Agostini  | MV Agusta | 32 (34) |
| 3    | Mike Hailwood     | MV Agusta | 20      |
| 4    | Bruce Beale       | Honda     | 15      |
| 5    | František Šťastný | Jawa      | 14      |
| 6    | Derek Woodman     | AJS / MZ  | 14      |
| 7    | Gustav Havel      | Jawa      | 12      |
| 8    | Renzo Pasolini    | Aermacchi | 9       |
| 9    | Phil Read         | Yamaha    | 6       |
| 9    | Silvio Grassetti  | Bianchi   | 6       |
| 11   | František Boček   | Jawa      | 6       |
| 12   | Gilberto Milani   | Aermacchi | 6       |

| Pos. | Coureur             | Merk        | Ptn. |
| ---- | ------------------- | ----------- | ---- |
| 13   | Nikolaj Sevast'ânov | Vostok      | 4    |
| 13   | Tarquinio Provini   | Benelli     | 4    |
| 13   | Isamu Kasuya        | Honda       | 4    |
| 16   | Chris Conn          | Norton      | 3    |
| 16   | Agne Carlsson       | AJS         | 3    |
| 16   | Isao Yamashita      | Honda       | 3    |
| 19   | Griff Jenkins       | Norton      | 3    |
| 19   | John Cooper         | Norton      | 3    |
| 21   | Endel Kiisa         | Vostok      | 2    |
| 21   | Lewis Young         | AJS         | 2    |
| 23   | Dan Shorey          | Norton      | 2    |
| 24   | Paddy Driver        | AJS         | 1    |
| 24   | Eric Hinton         | Norton      | 1    |
| 24   | Bill Smith          | AJS / Honda | 1    |

(Punten tussen haakjes zijn inclusief streepresultaten)

### Constructeurstitel 350cc-klasse
| 1  | Honda     | 38 (50) |
| 2  | MV Agusta | 38 (42) |
| 3  | Jawa      | 23      |
| 4  | MZ        | 14      |
| 5  | Aermacchi | 11      |
| 6  | Norton    | 8 (9)   |
| 7  | Yamaha    | 6       |
| 7  | Bianchi   | 6       |
| 9  | Vostok    | 6       |
| 10 | Benelli   | 4       |
| 11 | AJS       | 4       |

(Punten tussen haakjes zijn inclusief streepresultaten)

## 250cc-klasse

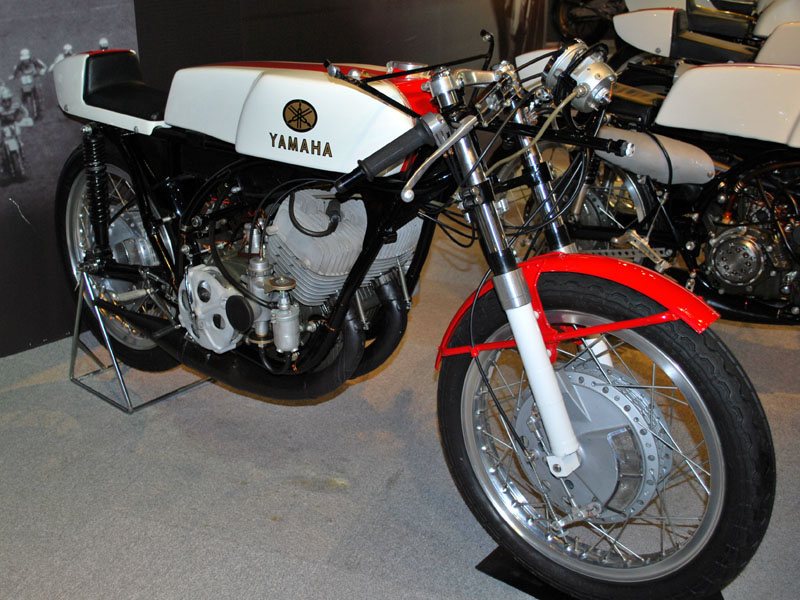
Yamaha RD 56

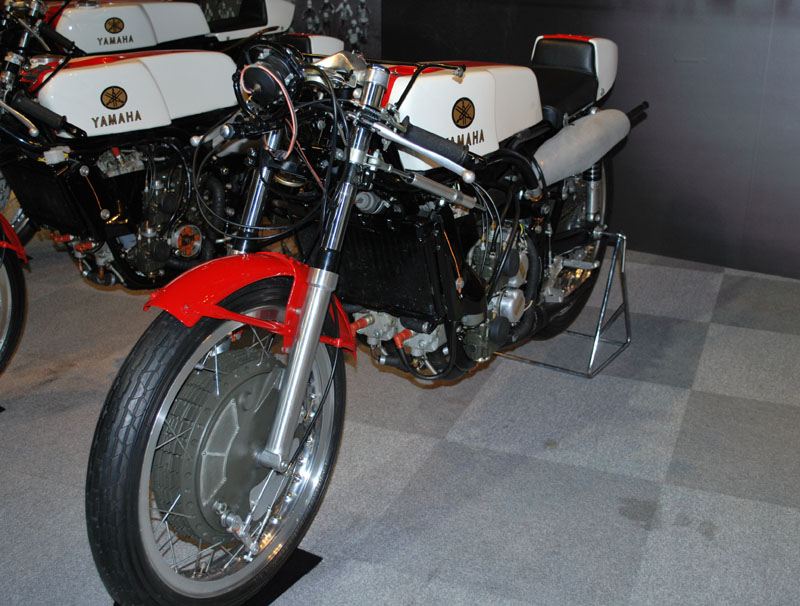
De viercilinder Yamaha RD 05 werd aan het einde van het seizoen zonder succes ingezet.

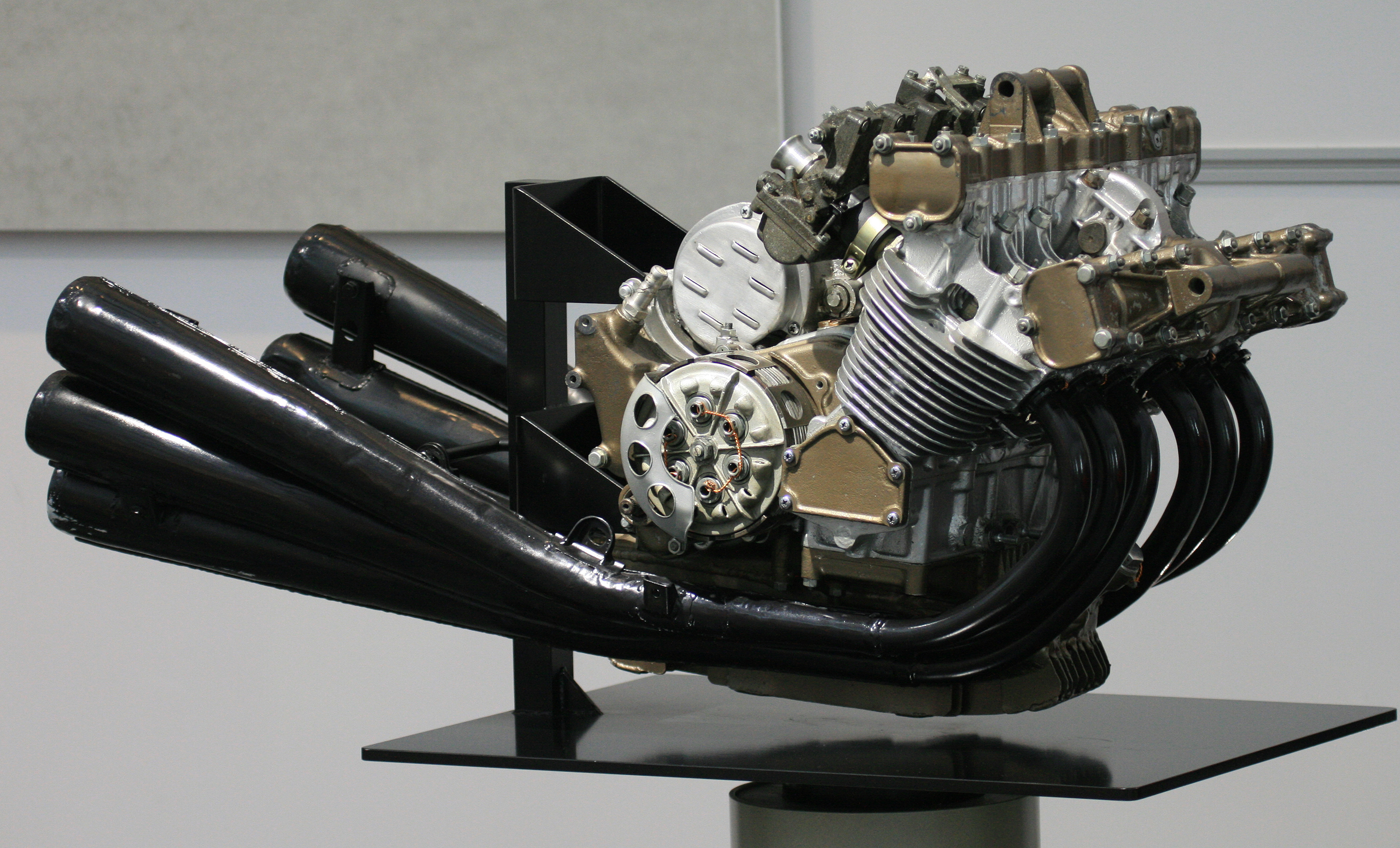
Honda RC 165 zescilinder

Phil Read kon met zijn Yamaha RD 56 een grote puntenvoorsprong opbouwen doordat Honda eerst niet naar de GP van de Verenigde Staten kwam en Jim Redman vervolgens een sleutelbeen brak. Toen Redman daarvan hersteld was kon Read met enkele tweede plaatsen volstaan om aan de leiding van het WK te blijven. De tweede sleutelbeenbreuk van Redman tijdens de Ulster Grand Prix beslechtte het pleit in het voordeel van Phil Read.
GP van de Verenigde Staten, Daytona
Yamaha profiteerde optimaal van de afwezigheid van concurrent Honda. Regerend wereldkampioen Phil Read won de race voor zijn teamgenoot Mike Duff. Silvio Grassetti finishte met zijn Moto Morini 250 Bialbero slechts een seconde achter Duff. Suzuki stuurde Frank Perris met de watergekoelde viercilinder RZ 64, maar hij werd slechts vierde.
GP van Duitsland, Nürburgring
Ook in Duitsland kon Honda geen vuist maken tegen Read en Mike Duff met hun Yamaha's. Redman had op zaterdag een sleutelbeen gebroken na een val in de 350cc-race en kon op zondag niet starten en Bruce Beale was al in de trainingen gevallen. Alan Shepherd had zijn carrière beëindigd en dus waren er geen fabrieksrijders meer over om in de 250cc-race te starten. Phil Read en Mike Duff reden nog met de tweecilinder Yamaha RD 56 en werden onbedreigd eerste en tweede, met Ramón Torras (Bultaco) op de derde plaats. Ook Benelli verspeelde hier feitelijk punten want hun eerste man Tarquinio Provini kwam niet naar Duitsland.
GP van Spanje, Montjuïc
In Spanje was Jim Redman nog niet helemaal fit en Phil Read kon met enig gemak winnen vóór Ramón Torras en Mike Duff. De enige die Read kon bedreigen was Tarquinio Provini met de Benelli 250 4C, maar tegen het einde van de race viel hij toch wat terug en uiteindelijk remde hij zichzelf onderuit waardoor hij de strijd moest staken.
GP van Frankrijk, Rouen
In Frankrijk was Jim Redman hersteld van zijn sleutelbeenbreuk. De overmacht van Phil Read met de Yamaha RD 56 en Jim Redman met de Honda 3RC 164 was overweldigend. Redman ging aan de leiding en bouwde zelfs een voorsprong van dertien seconden op. In de vijftiende ronde viel hij echter uit met een defecte versnellingsbak. Read won met een ronde voorsprong op Bruce Beale (met de "oude" Honda RC 164), Barry Smith (Bultaco) werd op twee ronden derde, Jean-Claude Guenard (Bultaco) op drie ronden vierde en Rex Avery (EMC) op vier ronden vijfde.
Isle of Man TT, Mountain Course
Hoewel Phil Read met de Yamaha RD 56 de eerste ronde boven 100 mijl per uur op de Mountain Course op Man reed, was hij uiteindelijk kansloos tegen Jim Redman met de 250cc-Honda 3RC 164 zescilinder. In de tweede ronde reed Redman een nieuw ronderecord van 100,09 mijl per uur en Read's Yamaha ging stuk in de Mountain Box. Mike Duff joeg achter Redman aan, maar kwam niet verder dan de tweede plaats, vóór Frank Perris (Suzuki RZ 65). Voor Redman was het zijn derde Lightweight 250 cc TT overwinning op rij. Voor Read was de ramp te overzien: hij had al vier GP's gewonnen en Redman scoorde hier pas zijn eerste punten.
Dutch TT, Assen
In Assen hoopte men al op het verschijnen van de nieuwe Yamaha RD 05, een viercilinder tweetakt waarover al enige tijd geruchten de ronde deden. Zelfs teammanager Takehiko Hasegawa moest wachten op een telegram uit Japan, maar ook hij werd teleurgesteld. Toch won Yamaha ook met de tweecilinder RD 56: Phil Read werd eerste, Jim Redman met de Honda 3RC 164-zescilinder tweede en MikeDuff met de Yamaha derde.
GP van België, Spa-Francorchamps
In België was de Honda van Jim Redman wel degelijk opgewassen tegen de Yamaha RD 56 van Phil Read. Zij vochten een flink duel uit en wisselden per ronde meermaals van positie. Voor Read was de overwinning belangrijk, want dan zou Redman alle overgebleven wedstrijden moeten winnen om wereldkampioen te kunnen worden. Met nog twee ronden te gaan begon het op het zuidelijke deel van het circuit te regenen, maar Redman wist zijn Honda uiteindelijk 0,4 seconde vóór Read over de streep te brengen. Mike Duff (Yamaha) finishte daar 40 seconden achter.
GP van de DDR, Sachsenring
Jim Redman won de Grand Prix van de DDR, maar Phil Read bleef dankzij zijn tweede plaats ruim aan de leiding van de WK-stand. Redman kwam in die stand nu wel op gelijke hoogte met Mike Duff, die waarschijnlijk de 250cc-Yamaha RD 05 aan het testen was op Snetterton. Derek Woodman werd met de fabrieks-MZ RE 250 derde, voor František Šťastný met een 250cc-Jawa. Dat was echter zeer waarschijnlijk een "verklede" MZ RE 250, een machine waarmee testrijder František Srna al in de TT van Assen was gestart.
GP van Tsjecho-Slowakije, Masaryk-Ring
In Tsjecho-Slowakije won Phil Read de 250cc-race en zijn teamgenoot Mike Duff werd tweede. Jim Redman moest zich tevreden stellen met de derde plaats. In de WK-stand stond Redman nu derde, maar hij was de enige die Read theoretisch nog van de wereldtitel kon afhouden. Met aftrek van streepresultaten kon hij nog op 56 punten komen, terwijl Duff niet meer dan 50 punten kon scoren.
Ulster Grand Prix, Dundrod
In Ulster kon Jim Redman niet starten in de 250cc-klasse omdat hij door een valpartij in de 350cc-klasse zijn sleutelbeen opnieuw gebroken had. Phil Read en Mike Duff konden hun Yamaha's onbedreigd naar het podium rijden en Derek Woodman werd opnieuw derde. Redman was de laatste die Phil Read (theoretisch) nog van de wereldtitel af had kunnen houden, maar nu hij niet startte was Read wereldkampioen 250 cc.
GP van Finland, Imatra
Phil Read reed niet in Finland, maar zijn teamgenoot Mike Duff nam de honneurs waar en won die race. Heinz Rosner werd met de MZ tweede en Ralph Bryans werd als vervanger van de geblesseerde Jim Redman met de Honda 3RC 164 derde.
Nations GP, Monza
Phil Read had in Monza de wereldtitel al in handen. Dat was waarschijnlijk de reden dat Honda niet kwam opdagen. Voor Yamaha was dit het moment om de nieuwe RD 05 viercilinder te presenteren. Read reed er de snelste trainingstijd mee, maar bij de start wilde de machine niet aanslaan en hij was als laatste weg. Hij wist toch nog door te stoten naar de derde plaats achter Tarquinio Provini met een Benelli 250 4C en Mike Duff met de tweecilinder Yamaha RD 56, maar moest toen naar de pit om nieuwe bougies te laten monteren. Vermoedelijk speelden de kou en de nattigheid de nieuwe Yamaha parten, want snelheid zat er niet meer in en Read werd zevende. Duff viel uiteindelijk zelfs helemaal uit. Dit alles gaf Benelli de kans goed voor de dag te komen met de eerste plaats voor Provini en de derde plaats voor Remo Venturi, die in het begin van de race gevallen was. Tussen hen in eindigde Heinz Rosner met de MZ RE 250.
GP van Japan, Suzuka
In de 250cc-race kwamen slechts acht rijders aan de start. Onder hen was František Šťastný, die persoonlijk was uitgenodigd voor de Japanse Grand Prix. Mike Hailwood debuteerde als fabrieksrijder voor Honda. Het kwam goed uit, omdat de beste Honda-rijder Jim Redman door een bijensteek boven zijn oog niet kon starten. Hailwood wende snel aan de zescilinder Honda RC 165. Hij finishte ruim anderhalve minuut voor testrijder en teamgenoot Isamu Kasuya. Bill Ivy werd derde, nadat Phil Read door een onschuldige valpartij was uitgeschakeld. Ook Franta Šťastný viel met zijn Jawa uit. Suzuki kwam niet meer aan de start nu de Suzuki RZ 65 geen succes was gebleken.

### Uitslagen 250cc-klasse
|    | Datum       | Race                       | Circuit                   | 1e                | 2e           | 3e               | Snelste ronde     |
| -- | ----------- | -------------------------- | ------------------------- | ----------------- | ------------ | ---------------- | ----------------- |
| 1  | 20 maart    | GP van de Verenigde Staten | Daytona                   | Phil Read         | Mike Duff    | Silvio Grassetti | Phil Read         |
| 2  | 24 april    | GP van Duitsland           | Nürburgring (Südschleife) | Phil Read         | Mike Duff    | Ramón Torras     | Phil Read         |
| 3  | 9 mei       | GP van Spanje              | Montjuïc                  | Phil Read         | Ramón Torras | Mike Duff        | Phil Read         |
| 4  | 16 mei      | GP van Frankrijk           | Rouen                     | Phil Read         | Bruce Beale  | Barry Smith      | Jim Redman        |
| 5  | 14 juni     | Isle of Man TT             | Mountain Course           | Jim Redman        | Mike Duff    | Frank Perris     | Jim Redman        |
| 6  | 26 juni     | TT van Assen               | Assen                     | Phil Read         | Jim Redman   | Mike Duff        | Phil Read         |
| 7  | 4 juli      | GP van België              | Spa-Francorchamps         | Jim Redman        | Phil Read    | Mike Duff        | Phil Read         |
| 8  | 18 juli     | GP van de DDR              | Sachsenring               | Jim Redman        | Phil Read    | Derek Woodman    | Jim Redman        |
| 9  | 25 juli     | GP van Tsjecho-Slowakije   | Masaryk-Ring              | Phil Read         | Mike Duff    | Jim Redman       | Mike Duff         |
| 10 | 7 augustus  | Ulster Grand Prix          | Dundrod                   | Phil Read         | Mike Duff    | Derek Woodman    | Phil Read         |
| 11 | 22 augustus | GP van Finland             | Imatra                    | Mike Duff         | Heinz Rosner | Ralph Bryans     | Mike Duff         |
| 12 | 5 september | GP des Nations             | Monza                     | Tarquinio Provini | Heinz Rosner | Remo Venturi     | Tarquinio Provini |
| 13 | 24 oktober  | GP van Japan               | Suzuka                    | Mike Hailwood     | Isamu Kasuya | Bill Ivy         | Mike Hailwood     |

### Eindstand 250cc-klasse
| Pos. | Coureur           | Merk      | Ptn.    |
| ---- | ----------------- | --------- | ------- |
| 1    | Phil Read         | Yamaha    | 56 (68) |
| 2    | Mike Duff         | Yamaha    | 42 (50) |
| 3    | Jim Redman        | Honda     | 34      |
| 4    | Heinz Rosner      | MZ        | 18      |
| 5    | Derek Woodman     | MZ        | 15      |
| 6    | Bruce Beale       | Honda     | 14      |
| 7    | Tarquinio Provini | Benelli   | 11      |
| 8    | Ramón Torras (†)  | Bultaco   | 10      |
| 9    | Frank Perris      | Suzuki    | 9       |
| 10   | Mike Hailwood     | Honda     | 8       |
| 11   | František Šťastný | Jawa      | 8       |
| 12   | Isamu Kasuya      | Honda     | 6       |
| 13   | Ralph Bryans      | Honda     | 6       |
| 14   | Yoshimi Katayama  | Suzuki    | 6       |
| 15   | Giuseppe Visenzi  | Aermacchi | 5       |
| 16   | Silvio Grassetti  | Morini    | 4       |

| Pos. | Coureur             | Merk      | Ptn. |
| ---- | ------------------- | --------- | ---- |
| 17   | Barry Smith         | Bultaco   | 4    |
| 17   | Remo Venturi        | Benelli   | 4    |
| 17   | Bill Ivy            | Yamaha    | 4    |
| 20   | Ginger Molloy       | Bultaco   | 4    |
| 21   | Jean-Claude Guénard | Bultaco   | 3    |
| 21   | Gosuke Yamashita    | Honda     | 3    |
| 23   | Günter Beer         | Honda     | 3    |
| 24   | José Maria Busquets | Montesa   | 2    |
| 24   | Kevin Cass          | Cotton    | 2    |
| 24   | Rex Avery           | Bultaco   | 2    |
| 24   | Hiroshi Hasegawa    | Yamaha    | 2    |
| 28   | John Buckner        | Yamaha    | 1    |
| 28   | Gilberto Milani     | Aermacchi | 1    |
| 28   | Alberto Pagani      | Aermacchi | 1    |
| 28   | Alain Barbaroux     | Aermacchi | 1    |
| 28   | David Williams      | Mondial   | 1    |
| 28   | Bob Coulter         | Bultaco   | 1    |

(Punten tussen haakjes zijn inclusief streepresultaten)

### Constructeurstitel 250cc-klasse
| 1  | Yamaha    | 56 (86) |
| 2  | Honda     | 48 (57) |
| 3  | MZ        | 27      |
| 4  | Bultaco   | 19      |
| 5  | Suzuki    | 13      |
| 6  | Benelli   | 11      |
| 7  | ČZ        | 8       |
| 8  | Aermacchi | 7       |
| 9  | Morini    | 4       |
| 10 | Montesa   | 2       |
| 10 | Cotton    | 2       |
| 12 | Mondial   | 1       |

(Punten tussen haakjes zijn inclusief streepresultaten)

## 125cc-klasse
De 125cc-klasse van 1965 verliep rampzalig voor Honda. De beste klassering was de tweede plaats van Luigi Taveri in de Lightweight 125 cc TT. Suzuki kon probleemloos naar de titel rijden en er verscheen slechts één wolkje aan de horizon: Yamaha had een watergekoelde versie van de RA 97 gemaakt. Daarmee kwam men slechts drie keer aan de start: tijdens de TT's van Man en Assen en de GP des Nations in Monza. 
GP van de Verenigde Staten, Daytona
In de 125cc-race had Suzuki het rijk alleen omdat Honda niet verscheen, Yamaha de ontwikkeling van de RA 97 nog steeds niet voltooid had en de overige concurrenten uit het Oostblok thuis bleven. Zo won Hugh Anderson met de Suzuki RT 65 voor teamgenoten Ernst Degner en Frank Perris. Zij maakten er wel een spannende race van, want ze finishten binnen 0,6 seconden. De andere punten gingen weliswaar naar Honda-rijders, maar dat waren Amerikaanse privérijders met Honda CR 93-productieracers.
GP van Duitsland, Nürburgring
In Duitsland verscheen Honda wel aan de start, maar het werd pijnlijk duidelijk dat de 2RC 146 viercilinder al niet meer goed genoeg was: zowel Luigi Taveri als Ralph Bryans vielen al vroeg in de wedstrijd uit. Hugh Anderson won ook hier. Aanvankelijk lag Ernst Degner tweede, maar hij viel door ontstekingsproblemen terug naar de vierde plaats. Daardoor werd Frank Perris tweede vóór de Spanjaard Ramón Torras met een Bultaco.
GP van Spanje, Montjuïc
Ook in Spanje vielen de Honda 2RC 146's uit en de eerste twee plaatsen waren weer voor Hugh Anderson en Frank Perris. Op de derde plaats eindigde Derek Woodman met een MZ.
GP van Frankrijk, Rouen
In Frankrijk eindigden de Honda's in het achterveld en Suzuki speelde opnieuw de hoofdrol met Hugh Anderson als eerste, Ernst Degner als tweede en Frank Perris als derde. Degner had aanvankelijk de leiding in de race, maar werd teruggeworpen door een klemmende gasschuif. Derek Woodman werd weliswaar vierde met de MZ, maar had een ronde achterstand.
Isle of Man TT, Mountain Course
Tijdens de Lightweight 125 cc TT kwam er eindelijk een nieuwe 125cc-Honda, de 4RC 146, die echter weinig verschilde van zijn voorganger. Hij liep eigenlijk nooit goed en kende voortdurend problemen met de carburatie en de ontsteking. Toch werd Luigi Taveri er tweede mee. Dit was de beste klassering van de 125cc-Honda in het hele seizoen. Suzuki deed het hier slecht, maar nu verscheen Yamaha voor het eerst met de watergekoelde versie van de RA 97 en Phil Read pakte er de winst mee. Zijn teamgenoot Mike Duff werd derde, in de laatste ronde gepasseerd door de steeds sneller rijdende Taveri. Hugh Anderson moest zich tevreden stellen met de vijfde plaats, achter Derek Woodman, maar bleef ruim aan de leiding van het wereldkampioenschap.
Dutch TT, Assen
De tweede overwinning voor Yamaha kwam in Assen, maar nu waren het Mike Duff en Bill Ivy die de Yamaha RA 97 mocht rijden. Ivy werd vierde. De andere podiumplaatsen waren voor Suzuki, maar Yoshimi Katayama pakte de tweede plaats en Hugh Anderson werd slechts derde, met 0,2 seconde achterstand. Voor Anderson was dat niet erg, zijn voorsprong in de WK-stand bleef groot.
GP van de DDR, Sachsenring
Suzuki was in de DDR verlost van de hinderlijke aanwezigheid van de Yamaha RA 97, een machine die in slechts twee GP's was gebruikt maar die ook gewonnen had. De Yamaha was echter terug in Japan. Frank Perris won de 125cc-race voor de MZ RE 125's van Dieter Krumpholz en Derek Woodman. Hugh Anderson scoorde niet, maar bleef ruim aan de leiding in het WK.
GP van Tsjecho-Slowakije, Masaryk-Ring
Honda en Yamaha lieten ook de Grand Prix in Tsjecho-Slowakije schieten. Hugh Anderson reed de snelste ronde maar viel uit. Daardoor won Frank Perris opnieuw, vóór Derek Woodman en Heinz Rosner, beiden op MZ.
Ulster Grand Prix, Dundrod
Na twee overgeslagen GP's kwam Honda terug in de 125cc-klasse, maar Ralph Bryans moest het nog steeds met de tegenvallende 4RC 146 doen. Hij kwam niet verder dan de vierde plaats, zelfs nadat de Suzuki-rijders Hugh Anderson en Frank Perris uitgevallen waren. Het gaf Ernst Degner de kans zijn eerste GP van het seizoen te winnen, voor de MZ-rijders Klaus Enderlein en Derek Woodman.
GP van Finland, Imatra
De 125cc-race ging tussen Hugh Anderson en teamgenoot Frank Perris. Perris had nog kans op de wereldtitel en schonk Anderson de overwinning niet. Anderson wist hem met 0,4 seconde verschil te verslaan. Jochen Leitert werd met de MZ RE 125 derde op bijna drie minuten achterstand, maar nog voor Ralph Bryans, die met de Honda 4RC 146 nog steeds tekort kwam.
Nations GP, Monza
Hugh Anderson werd in Monza wereldkampioen door de 125cc-race te winnen. Frank Perris werd tweede maar het feest voor Suzuki werd enigszins verstoord doordat Ernst Degner bij een val een been brak. De derde plaats in de race was voor Derek Woodman met de MZ RE 125, die in het WK uiteindelijk ook derde werd. De race werd in de regen gereden en was door het wegblijven van Honda een tamelijk saaie vertoning. Daar kon Phil Read met de nieuwe, watergekoelde versie van de Yamaha RA 97 ook geen verandering in brengen, want hij viel in de tiende ronde uit.
GP van Japan, Suzuka
Hoewel Anderson al wereldkampioen was zette hij alles op alles om ook in Japan te winnen. Aanvankelijk ging Taveri met de nieuwe Honda RC 148 vijfcilinder aan kop. Bryans kon het tempo niet volgen, terwijl Read en Redman (voor één keer op een 125cc Honda) uitvielen. Anderson had nog wat reserves en passeerde Taveri en liep zelfs nog een flink eind uit. Achteraf bleek dat niet zo vreemd: door een gebroken bout in de cilinderkop was een koppakking weggeblazen en Taveri's vijfcilinder feitelijk een 100cc-viercilinder geworden. Anderson werd door dit alles wereldkampioen met het maximum aantal punten.

### Uitslagen 125cc-klasse
|    | Datum       | Race                       | Circuit                   | 1e            | 2e               | 3e             | Snelste ronde |
| -- | ----------- | -------------------------- | ------------------------- | ------------- | ---------------- | -------------- | ------------- |
| 1  | 20 maart    | GP van de Verenigde Staten | Daytona                   | Hugh Anderson | Ernst Degner     | Frank Perris   | Hugh Anderson |
| 2  | 25 april    | GP van Duitsland           | Nürburgring (Südschleife) | Hugh Anderson | Frank Perris     | Ramón Torras   | Hugh Anderson |
| 3  | 9 mei       | GP van Spanje              | Montjuïc                  | Hugh Anderson | Frank Perris     | Derek Woodman  | Frank Perris  |
| 4  | 16 mei      | GP van Frankrijk           | Rouen                     | Hugh Anderson | Ernst Degner     | Frank Perris   | Hugh Anderson |
| 5  | 16 juni     | Isle of Man TT             | Mountain Course           | Phil Read     | Luigi Taveri     | Mike Duff      | Hugh Anderson |
| 6  | 26 juni     | TT van Assen               | Assen                     | Mike Duff     | Yoshimi Katayama | Hugh Anderson  | Hugh Anderson |
| 7  | 18 juli     | GP van de DDR              | Sachsenring               | Frank Perris  | Dieter Krumpholz | Derek Woodman  | Frank Perris  |
| 8  | 25 juli     | GP van Tsjecho-Slowakije   | Masaryk-Ring              | Frank Perris  | Derek Woodman    | Heinz Rosner   | Hugh Anderson |
| 9  | 7 augustus  | Ulster Grand Prix          | Dundrod                   | Ernst Degner  | Klaus Enderlein  | Derek Woodman  | Ernst Degner  |
| 10 | 22 augustus | GP van Finland             | Imatra                    | Hugh Anderson | Frank Perris     | Jochen Leitert | Hugh Anderson |
| 11 | 5 september | GP des Nations             | Monza                     | Hugh Anderson | Frank Perris     | Derek Woodman  | Hugh Anderson |
| 12 | 23 oktober  | GP van Japan               | Suzuka                    | Hugh Anderson | Luigi Taveri     | Ralph Bryans   | Luigi Taveri  |

### Eindstand 125cc-klasse
| Pos. | Coureur          | Merk    | Ptn.    |
| ---- | ---------------- | ------- | ------- |
| 1    | Hugh Anderson    | Suzuki  | 56 (62) |
| 2    | Frank Perris     | Suzuki  | 44 (48) |
| 3    | Derek Woodman    | MZ      | 28 (30) |
| 4    | Ernst Degner     | Suzuki  | 23      |
| 5    | Luigi Taveri     | Honda   | 14      |
| 6    | Mike Duff        | Yamaha  | 12      |
| 7    | Klaus Enderlein  | MZ      | 11      |
| 8    | Ralph Bryans     | Honda   | 11      |
| 9    | Jochen Leitert   | MZ      | 10      |
| 10   | Phil Read        | Yamaha  | 8       |
| 11   | Yoshimi Katayama | Suzuki  | 6       |
| 11   | Dieter Krumpholz | MZ      | 6       |
| 13   | Bill Ivy         | Yamaha  | 6       |
| 14   | Bruce Beale      | Honda   | 6       |
| 15   | Ramón Torras (†) | Bultaco | 4       |
| 15   | Heinz Rosner     | MZ      | 4       |

| Pos. | Coureur              | Merk        | Ptn. |
| ---- | -------------------- | ----------- | ---- |
| 17   | Roland Rentzsch      | MZ          | 4    |
| 18   | Rick Schell          | Honda       | 3    |
| 18   | Bruno Spaggiari      | Ducati      | 3    |
| 20   | Giuseppe Visenzi     | Honda       | 3    |
| 21   | Jeff Tate            | Honda       | 2    |
| 21   | Hans Georg Anscheidt | MZ-Kreidler | 2    |
| 21   | Yasuharu Yuzawa      | Honda       | 2    |
| 24   | Bo Gehring           | Bultaco     | 1    |
| 24   | Walter Scheimann     | Honda       | 1    |
| 24   | Arthur Fegbli        | Honda       | 1    |
| 24   | Jürgen Lenk          | MZ          | 1    |
| 24   | František Boček      | ČZ          | 1    |
| 24   | Tommy Robb           | Bultaco     | 1    |
| 24   | Ginger Molloy        | Bultaco     | 1    |
| 24   | Hironori Matsushima  | Yamaha      | 1    |

(Punten tussen haakjes zijn inclusief streepresultaten)

### Constructeurstitel 125cc-klasse
| 1 | Suzuki      | 48 (88) |
| 2 | MZ          | 30 (38) |
| 3 | Honda       | 23 (29) |
| 4 | Yamaha      | 19      |
| 5 | Bultaco     | 7       |
| 6 | Ducati      | 3       |
| 7 | MZ-Kreidler | 2       |
| 8 | ČZ          | 1       |

(Punten tussen haakjes zijn inclusief streepresultaten)

## 50cc-klasse
De 50cc-klasse, hoewel nog steeds niet populair in enkele landen, was waarschijnlijk de spannendste van het hele seizoen 1965. Hier waren de Honda RC 115 en de Suzuki RK 65 tegen elkaar opgewassen en na zeven van de acht wedstrijden was het kampioenschap nog onbeslist. Uiteindelijk trok Ralph Bryans (Honda) aan het langste eind en in de laatste race verloor Hugh Anderson (Suzuki) zijn tweede plaats zelfs nog aan Luigi Taveri (Honda). 
GP van de Verenigde Staten, Daytona
Suzuki kwam aan de start met de nieuwe tweecilinder RK 65. Het had het rijk alleen omdat zowel Honda als Kreidler geen afvaardiging stuurden. Ernst Degner won voor zijn teamgenoten Hugh Anderson, Michio Ichino en Haruo Koshino.
GP van Duitsland, Nürburgring
In Duitsland kwam Honda wel aan de start. Opmerkelijk was dat zowel Suzuki als Kreidler niet echt partij konden geven, maar een jonge Spaanse coureur met een Derbi wel: Ángel Nieto verdrong, nadat zijn teamgenoot José Maria Busquets was uitgevallen, Ralph Bryans zelfs even van de koppositie. Uiteindelijk werd hij vijfde, nog vóór Hans Georg Anscheidt met zijn Kreidler. Ralph Bryans en Luigi Taveri werden met hun Honda's eerste en tweede en pas daarna kwamen de Suzuki's van Hugh Anderson en Mitsuo Itoh.
GP van Spanje, Montjuïc
In Spanje deed José Maria Busquets het opnieuw goed met de Derbi: hij werd derde, maar Hugh Anderson won met zijn Suzuki RK 65 en Ralph Bryans werd met de Honda RC 114 tweede.
GP van Frankrijk, Rouen
In Frankrijk waren de Honda RC 114's niet te kloppen. Ralph Bryans won met twaalf en een halve  seconde voorsprong op Luigi Taveri en daarna kwam Ernst Degner als derde binnen. Hugh Anderson finishte wel, maar werd slechts zesde.
Isle of Man TT, Mountain Course
Op het eiland Man verloor het publiek steeds meer interesse voor de 50cc-klasse en dat was goed te merken. Luigi Taveri reed zijn Honda RC 114 op een nat circuit naar de overwinning vóór Hugh Anderson en Ernst Degner.
Dutch TT, Assen
Ook in Assen was de overwinning voor Honda, maar dit keer weer voor Ralph Bryans. Hier was intussen de nieuwe Honda RC 115 aan het werk, die 1 pk meer leverde (15 i.p.v. 14 pk) en die tot 23.500 toeren per minuut kon worden doorgetrokken. Hugh Anderson werd met de Suzuki RK 65 tweede en Luigi Taveri met de tweede Honda RC 115 derde. In de WK-stand kwam Bryans nu op gelijke hoogte met Anderson. Anderson had echter het probleem dat hij al was begonnen aan het wegstrepen van resultaten. Bryans had in twee GP's niet gescoord en kon daardoor meer punten scoren in de komende races.
GP van België, Spa-Francorchamps
In Spa-Francorchamps was het guur, koud en soms nat. Onder die omstandigheden lag het veld in de 50cc-klasse vrij dicht bij elkaar. Ernst Degner leidde met de Suzuki van start tot finish, maar werd eerst bedreigd door Ralph Bryans met de Honda en later door Luigi Taveri (Honda) en door zijn teamgenoot Hugh Anderson. Uiteindelijk werd Anderson tweede en Taveri derde. Op dat moment was het wereldkampioenschap nog steeds spannend, want Anderson en Bryans hadden beiden 32 punten met nog slechts één wedstrijd te gaan. Taveri volgde met 24 punten. Het wereldkampioenschap was dus nog volledig open.
GP van Japan, Suzuka
Toen Hugh Anderson aan de leiding ging en ook veel sneller bleek dan de Honda-coureurs, leken de kansen van Ralph Bryans op de wereldtitel te verdampen. Maar in de laatste van 14 ronden nam Anderson te veel risico en hij ging onderuit. Op dat moment was Bryans wereldkampioen, want ze eindigden allebei op 32 punten, maar Bryans had drie overwinningen en Anderson slechts een. Bryans werd op de finish verslagen door teamgenoot Luigi Taveri met slechts 0,1 seconde verschil. De overige Suzuki-rijders konden het gevecht niet volgen. Mitsuo Itoh werd derde voor Hans Georg Anscheidt, bij diens eerste optreden met de Suzuki RK 65.

### Uitslagen 50cc-klasse

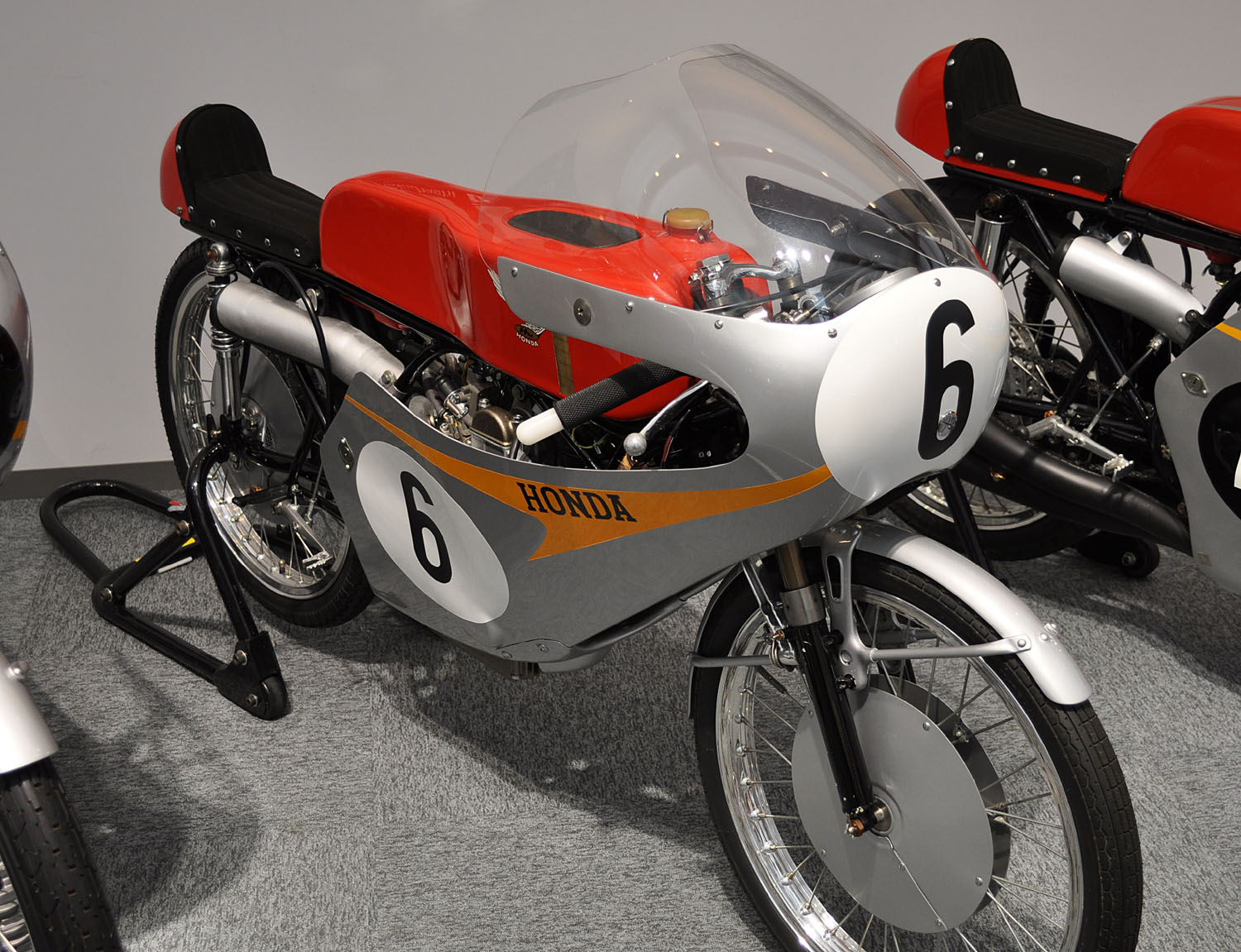
Honda RC 115

|   | Datum      | Race                       | Circuit                   | 1e            | 2e            | 3e                  | Snelste ronde |
| - | ---------- | -------------------------- | ------------------------- | ------------- | ------------- | ------------------- | ------------- |
| 1 | 20 maart   | GP van de Verenigde Staten | Daytona                   | Ernst Degner  | Hugh Anderson | Michio Ichino       | Hugh Anderson |
| 2 | 25 april   | GP van Duitsland           | Nürburgring (Südschleife) | Ralph Bryans  | Luigi Taveri  | Hugh Anderson       | Luigi Taveri  |
| 3 | 9 mei      | GP van Spanje              | Montjuïc                  | Hugh Anderson | Ralph Bryans  | José Maria Busquets | Hugh Anderson |
| 4 | 16 mei     | GP van Frankrijk           | Rouen                     | Ralph Bryans  | Luigi Taveri  | Ernst Degner        | Ernst Degner  |
| 5 | 16 juni    | Isle of Man TT             | Mountain Course           | Luigi Taveri  | Hugh Anderson | Ernst Degner        | Luigi Taveri  |
| 6 | 26 juni    | TT van Assen               | Assen                     | Ralph Bryans  | Hugh Anderson | Luigi Taveri        | Hugh Anderson |
| 7 | 4 juli     | GP van België              | Spa-Francorchamps         | Ernst Degner  | Hugh Anderson | Luigi Taveri        | Luigi Taveri  |
| 8 | 24 oktober | GP van Japan               | Suzuka                    | Luigi Taveri  | Ralph Bryans  | Mitsuo Itoh         | Hugh Anderson |

### Eindstand 50cc-klasse
| Pos. | Coureur              | Merk              | Ptn.    |
| ---- | -------------------- | ----------------- | ------- |
| 1    | Ralph Bryans         | Honda             | 36 (38) |
| 2    | Luigi Taveri         | Honda             | 32 (39) |
| 3    | Hugh Anderson        | Suzuki            | 32 (37) |
| 4    | Ernst Degner         | Suzuki            | 26      |
| 5    | Mitsuo Itoh          | Suzuki            | 16      |
| 6    | Michio Ichino        | Suzuki            | 6       |
| 7    | Hans Georg Anscheidt | Kreidler / Suzuki | 6       |
| 8    | José Maria Busquets  | Derbi             | 4       |
| 9    | Jacques Roca         | Derbi             | 4       |

| Pos. | Coureur          | Merk     | Ptn. |
| ---- | ---------------- | -------- | ---- |
| 10   | Haruo Koshino    | Suzuki   | 3    |
| 10   | Charlie Mates    | Honda    | 3    |
| 12   | Ángel Nieto      | Derbi    | 2    |
| 12   | Ian Plumridge    | Derbi    | 2    |
| 14   | Cees van Dongen  | Kreidler | 2    |
| 15   | Gastón Biscia    | Suzuki   | 1    |
| 15   | Barry Smith      | Derbi    | 1    |
| 15   | Leslie Griffiths | Honda    | 1    |
| 15   | Akira Itoh       | Honda    | 1    |

(Punten tussen haakjes zijn inclusief streepresultaten)

### Constructeurstitel 50cc-klasse
| 1 | Honda    | 40 (60) |
| 2 | Suzuki   | 38 (48) |
| 3 | Derbi    | 12      |
| 4 | Kreidler | 5       |

(Punten tussen haakjes zijn inclusief streepresultaten)

## Zijspanklasse
In 1965 was het afgelopen met de weinige concurrentie die BMW nog in de zijspanklasse had. Max Deubel en Emil Hörner scoorden niet in de Grand Prix van Duitsland en konden in het hele seizoen de opgelopen achterstand op Fritz Scheidegger/John Robinson niet meer inlopen.
GP van Duitsland, Nürburgring
De openingsrace van de zijspanklasse werd verreden op de Nürburgring in ijzig koude en natte omstandigheden. Daardoor waren er veel uitvallers, waaronder ook veel prominenten. Fritz Scheidegger/John Robinson wonnen de race, maar op de tweede plaats eindigde een (nog) onbekende coureur, Siegfried Schauzu met een simpele stoterstangen-BMW, waarschijnlijk een R 50/2. Arsenius Butscher en Wolfgang Kalauch werden derde.
GP van Spanje, Montjuïc
In Spanje wonnen Max Deubel en Emil Hörner, maar Fritz Scheidegger/John Robinson deden het toch weer goed met een tweede plaats en Arsenius Butscher/Wolfgang Kalauch werden weer derde.
GP van Frankrijk, Rouen
Florian Camathias had zijn Gilera-viercilinder weer teruggegeven en een BMW gekocht. Hij had een nieuwe bakkenist, landgenoot Franz Ducret. Zij wonnen de Grand Prix van Frankrijk vóór Fritz Scheidegger/John Robinson en Max Deubel/Emil Hörner. Vooral Scheidegger spon hier garen bij, hij liep weer verder uit in de WK-stand.
Isle of Man TT, Mountain Course
Op het Eiland Man vochten Max Deubel en Fritz Scheidegger een hard gevecht uit. Scheidegger nam de leiding, maar Deubel nam die in de tweede ronde over en won met een voorsprong van 14 seconden. Georg Auerbacher werd derde.
Dutch TT, Assen
Nog vóór de race in Assen hadden twee rijders een klein gelukje: Fritz Scheidegger/John Robinson en Pip Harris/Ray Campbell kregen de vraag of ze een rondje achter de camera-auto van de NTS wilden rijden. Daarbij ontdekte Harris een lekke voorband en Scheidegger had nog meer geluk: zijn linker zuiger brak en dat was hem anders tijdens de wedstrijd overkomen. Nu kon hij de wedstrijd winnen en (zoals iedereen dacht) zelfs de wereldtitel al veilig stellen. Chris Vincent/Fred Roche werden in Assen tweede en Colin Seeley/Wally Rawlings derde. Florian Camathias en Franz Ducret werden opnieuw door pech achtervolgd. Bij de Ruskenhoek brak een remankerstang en daardoor ook de remleidingen. Zonder voorrem gingen ze 200 meter rechtdoor, omzeilden een geparkeerde vrachtauto en schoten door een prikkeldraadafzetting. Camathias raakte hierbij licht gewond. Scheidegger/Robinson dachten na Assen al wereldkampioen te zijn, maar de FIM had het reglement veranderd: bij een gelijk aantal punten telde men aanvankelijk een extra race, maar nu werd het aantal eerste-, tweede- en derde plaatsen geteld. Daardoor kon Max Deubel ook nog wereldkampioen worden.
GP van België, Spa-Francorchamps
Met hun overwinning in België stelden Fritz Scheidegger/John Robinson hun wereldtitel zeker. Max Deubel en Emil Hörner, die tweede werden, konden theoretisch nog op een gelijk puntenaantal eindigen. Scheidegger moest van de 42 punten die hij had gescoord er 12 aftrekken (de tweede plaatsen van Spanje en Frankrijk). Deubel zou bij een overwinning in de GP des Nations op 34 punten komen, waarvan hij er vier moest aftrekken (de derde plaats in Frankrijk). Daardoor zouden beiden op 30 punten eindigen. Ook het aantal overwinningen zou gelijk zijn (elk drie). Men zou dan het aantal tweede plaatsen tellen en daarvan had Scheidegger er drie en Deubel slechts een.
Nations GP, Monza
De zijspanrace op Monza kwam enigszins als een verrassing: de organisatie had de zijspanklasse pas laat aan het programma toegevoegd en aanvankelijk werd gedacht dat deze race niet zou meetellen voor het wereldkampioenschap. Dat bleek toch zo te zijn, maar omdat Max Deubel maximaal op drie overwinningen kon komen had dit geen gevolgen voor de eerste drie plaatsen in het WK. Fritz Scheidegger/John Robinson wonnen overtuigend en Florian Camathias deed het niet slecht tot hij met ontstekingsproblemen uitviel. Georg Auerbacher/Eduard Dein werden tweede doordat Heinz Luthringshauser/Hermann Hahn uitvielen en de derde plaats was voor Otto Kölle/Heinz Marquardt. Bill Bosweger en John Mawby kregen een ongeval, waarbij Mawby een enkel en een been brak.

### Uitslagen zijspanklasse
|   | Datum       | Race             | Circuit                   | 1e                                | 2e                                  | 3e                                   | Snelste ronde                                                         |
| - | ----------- | ---------------- | ------------------------- | --------------------------------- | ----------------------------------- | ------------------------------------ | --------------------------------------------------------------------- |
| 1 | 25 april    | GP van Duitsland | Nürburgring (Südschleife) | Fritz Scheidegger / John Robinson | Siegfried Schauzu / Horst Schneider | Arsenius Butscher / Wolfgang Kalauch | Fritz Scheidegger / John Robinson                                     |
| 2 | 9 mei       | GP van Spanje    | Montjuïc                  | Max Deubel / Emil Hörner          | Fritz Scheidegger / John Robinson   | Arsenius Butscher / Wolfgang Kalauch | Max Deubel / Emil Hörner                                              |
| 3 | 16 mei      | GP van Frankrijk | Rouen                     | Florian Camathias / Franz Ducret  | Fritz Scheidegger / John Robinson   | Max Deubel / Emil Hörner             | Florian Camathias / Franz Ducret en Fritz Scheidegger / John Robinson |
| 4 | 14 juni     | Isle of Man TT   | Mountain Course           | Max Deubel / Emil Hörner          | Fritz Scheidegger / John Robinson   | Georg Auerbacher / Peter Rykers      | Max Deubel / Emil Hörner                                              |
| 5 | 26 juni     | TT van Assen     | Assen                     | Fritz Scheidegger / John Robinson | Chris Vincent / Fred Roche          | Colin Seeley / Wally Rawlings        | Fritz Scheidegger / John Robinson                                     |
| 6 | 4 juli      | GP van België    | Spa-Francorchamps         | Fritz Scheidegger / John Robinson | Max Deubel / Emil Hörner            | Pip Harris / Ray Campbell            | Fritz Scheidegger / John Robinson                                     |
| 7 | 5 september | GP des Nations   | Monza                     | Fritz Scheidegger / John Robinson | Georg Auerbacher / Eduard Dein      | Otto Kölle / Heinz Marquardt         | Fritz Scheidegger / John Robinson                                     |

### Eindstand zijspanklasse
| Pos. | Coureur               | Bakkenist                         | Motorfiets | Ptn.    |
| ---- | --------------------- | --------------------------------- | ---------- | ------- |
| 1    | Fritz Scheidegger     | John Robinson                     | BMW        | 32 (50) |
| 2    | Max Deubel            | Emil Hörner                       | BMW        | 26      |
| 3    | Georg Auerbacher      | Peter Rykers en Eduard Dein       | BMW        | 15      |
| 4    | Florian Camathias (†) | Franz Ducret                      | BMW        | 10      |
| 5    | Arsenius Butscher     | Wolfgang Kalauch                  | BMW        | 9       |
| 6    | Heinz Luthringshauser | Hermann Hahn                      | BMW        | 9       |
| 7    | Chris Vincent         | Terry Harrison en Fred Roche      | BMW        | 8       |
| 8    | Otto Kölle            | Heinz Marquardt                   | BMW        | 8       |
| 9    | Barry Thompson        | Richard Bradley                   | BMW        | 7       |
| 10   | Siegfried Schauzu     | Horst Schneider                   | BMW        | 6       |
| 11   | Colin Seeley          | Wally Rawlings                    | BMW        | 6       |
| 12   | Pip Harris            | Ray Campbell                      | BMW        | 4       |
| 13   | August Wolf           | Lothar Ronsdorf en Werner Zielaff | BMW        | 3       |
| 13   | Giuseppe Dal-Toe      | Aldo Ramoli                       | BMW        | 3       |
| 15   | Fred Huber            | Josef Huber                       | BMW        | 2       |
| 16   | Trevor Davies         | John Gauge                        | Matchless  | 1       |
| 16   | Charlie Freeman       | Billie Nelson                     | Norton     | 1       |

(Punten tussen haakjes zijn inclusief streepresultaten)

### Constructeurstitel zijspanklasse
| 1 | BMW       | 32 (56) |
| 2 | Matchless | 1       |
| 2 | Norton    | 1       |

(Punten tussen haakjes zijn inclusief streepresultaten)

## Voetnoten
1949 · 
1950 · 
1951 · 
1952 · 
1953 · 
1954 · 
1955 · 
1956 · 
1957 · 
1958 · 
1959 · 
1960 · 
1961 · 
1962 · 
1963 · 
1964 · 
1965 · 
1966 · 
1967 · 
1968 · 
1969 · 
1970 · 
1971 · 
1972 · 
1973 · 
1974 · 
1975 · 
1976 · 
1977 · 
1978 · 
1979 · 
1980 · 
1981 · 
1982 ·
1983 · 
1984 · 
1985 · 
1986 · 
1987 · 
1988 · 
1989 · 
1990 · 
1991 · 
1992 · 
1993 · 
1994 · 
1995 · 
1996 · 
1997 · 
1998 · 
1999 · 
2000 · 
2001 · 
2002 · 
2003 · 
2004 · 
2005 · 
2006 · 
2007 · 
2008 · 
2009 · 
2010 · 
2011 · 
2012 · 
2013 · 
2014 · 
2015 · 
2016 · 
2017 · 
2018 · 
2019 · 
2020 · 
2021 · 
2022 · 
2023 · 
2024 · 
2025